# Bessemer Model J
Der Bessemer Model J ist ein mittelschwerer Lastkraftwagen mit einer Nutzlast von 2 tn. sh. (1,8 t), die der ehemalige US-amerikanische Nutzfahrzeughersteller Bessemer Motor Truck Company in Grove City (Pennsylvania) belegt ab 1918 produziert hat, wahrscheinlich wurde das Modell aber schon 1917 vorgestellt.

## Modellgeschichte
Die Bessemer Motor Truck Company wurde 1911 in Grove City (Pennsylvania) gegründet. Lastkraftwagen mit einer Nutzlast von 2 tn. sh. (ca. 1,8 t) gehörten von Anfang an zum Lieferprogramm. Dieser erste, wahrscheinlich Model A genannte Lkw hatte noch Kettenantrieb und war das größere von zunächst nur zwei Modellen.
Bessemer organisierte für 1916 sein Angebot neu. Dabei wurde weitgehend auf Wellenantrieb umgestellt. In den Vereinigten Staaten gab es neben einem 1,5-Tonner mit Antriebsketten nun nur noch Modelle mit Wellenantrieb. Eine britische Quelle listet hingegen noch zwei von sechs Bessemer-Lkw mit Kettenantrieb auf.
Ein von dieser britischen Quelle angeführter Lkw mit einer Nutzlast von 40 cwts. (ca. 1,8 t) mit einem 2,8-Liter-Vierzylindermotor (79 × 133 mm) und 28 PS Leistung kann als direkter Vorläufer des Model J wie auch des Model D gesehen werden. Seine Modellbezeichnung ist unbekannt, ebenso seine Produktionsdauer.
Das Marktsegment der Zweitonner war ein bedeutendes und wurde von zahlreichen Nutzfahrzeugherstellern bedient. Warum Bessemer 1918 gleich zwei entsprechende Baureihen anbot, ist aber nicht bekannt. Beide Baureihen weisen Gemeinsamkeiten auf, insbesondere den gleichen Motor, aber auch einige Besonderheiten, die Model J mit dem kleineren Model G und Model D mit dem größeren Model E verbinden. Zudem lag Model J mit seinem Radstand von 4013 mm zwischen den beiden lieferbaren Radständen des Model D; nur letzterer hatte Doppelbereifung an der Hinterachse.
Während davon auszugehen ist, dass Bessemer das Marktsegment für Zwei- und Zweieinhalbtonner auch in den 1920er Jahren bediente, ist nicht bekannt, wie lange Model J und Model D gebaut worden sind und von welcher Version es allenfalls einen Nachfolger gab. 1923 fusionierte die Bessemer Motor Truck Company mit der American Motors Corporation zur Bessemer-American Motors Corporation und verlegte die Produktion nach Plainfield (New Jersey).

## Technik
Alle Bessemer-Nutzfahrzeuge wurden als Assembled vehicles hergestellt, das heißt, dass sie aus Bestandteilen und Komponenten vom Zulieferern zusammengesetzt waren. Das war eine weit verbreitete Methode, die auch kleineren Anbietern eine rationelle und profitable Produktion ermöglichte. Sie ging über die übliche Verwendung von zugekauften Karosserien oder Motoren hinaus und umfasste praktisch jedes verwendete Fahrzeugteil von Motoren und Getrieben bis zu Aufbauten, Kastenrahmen und Achsen.
Zu den Unterschieden der beiden Zweitonner Model J und Model D gehört insbesondere die Hinterachse. Für Model J wurde die leichtere des Model G verwendet. Das war eine Starrachse von Torbensen. Die Kraftübertragung von der Kardanwelle zu den Achshalbwellen erfolgte über ein innenverzahntes Differential.

### Motor
Für die Baureihen J und D verwendete Bessemer denselben, mit hoher Wahrscheinlichkeit seitengesteuerten Vierzylindermotor von Continental. Ein Datenblatt von 1918 nennt einen Grauguss-Monoblockmotor mit moderner Wasserkühlung und Wasserpumpe, eine kombinierte Schleuder- und Druckumlaufschmierung mit Ölpumpe, Magnetzündung und einen Rayfield-Vergaser.
Die Zylinderbohrung beträgt 4⅛ Zoll und der Kolbenhub 5¼ Zoll (105 × 133 mm), woraus sich ein Hubraum von 280,6 c.i. (4.607 cm³) ergibt. In publizierter Werksliteratur, etwa für den Jahreskatalog der N.A.C.C. (National Automobile Chamber of Commerce), nennt Bessemer eine Leistung von 36 bhp (26,8 kW) und ein ebensolches S.A.E.-Rating, dessen Berechnungsmethode nicht erklärt wird. Nach dem damals üblichen N.A.C.C.-Rating (vgl. Tabelle im Anhang) ergeben sich 27,2 HP.

### Kraftübertragung

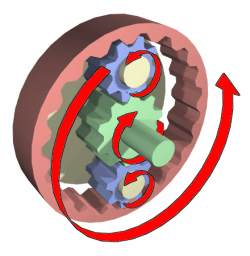
Differenzialgetriebe als Planetengetriebe mit Hohlrad und Innenverzahnung

Der Motor war vorne angebracht. Leider sind nur unvollständige Daten verfügbar, die dem genannten Datenblatt von 1918 entnommen wurden. Es gibt keinen Hinweis auf abweichende Daten in anderen Baujahren. Die Kraft wurde über eine eher untypische Konuskupplung und ein manuelles Brown-Lipe Dreiganggetriebe mit Rückwärtsgang (zeittypisch wohl mit unsynchronisierten Gängen) auf die Antriebswelle übertragen. Diese war über ein Differential mit Innenverzahnung („Internal gear“) mit der Torbensen-Hinterachse verbunden. Damit verwendete Model J die Hinterachse des kleineren Model G aber Kupplung und Getriebe von Model D.

### Fahrgestell und Aufhängung
Wie Bessemer Model D und E ist auch Model J als Zweiachser mit hinterer Doppelbereifung (Radformel 4 × 2) ausgelegt. Die vorhandenen Daten lassen auf einen konventionellen Aufbau des Chassis als Leiterrahmen schließen. Vermerkt wird ein Pressstahlrahmen; die Vorderräder hingen an einer massiven I-Beam (Doppel-T)-Starrachse. Auch die genannte Torbensen-Hinterachse war natürlich eine starre Ausführung. Beide Achsen hingen an konventionellen Halbelliptikfedern.
Der Radstand betrug 158 Zoll (4013 mm). Er war damit ca. 90 cm länger als der des G und lag zwischen den beiden erhältlichen Ausführungen des Model D. Gemein hatten diese beiden Modelle auch ihre Spur von 60 Zoll (1524 mm) vorn und hinten.
Das Fahrzeug hatte eine links angebrachte Schneckenlenkung, mittig angeordnete Schalt- und Handbremshebel sowie, anders als Model D, nur einfache Trommelbremsen an der Hinterachse.
Das Fahrgestell wog 4000 lb (1810 kg) und kostete US$ 2200,-.

## Spezifikationen
| Daten                          | Model J |
| ------------------------------ | --- |
| Nutzlast:                      | 2 tn. sh. 4.000 lb 1.815 kg                                                                                              |
| Motorenhersteller:             | Continental |
| Motor:                         | Vierzylinder-Reihenmotor, Viertakt                                                                                       |
| Motorblock:                    | Grauguss en bloc gegossene Sackzylinder                                                                                  |
| Hubraum:                       | 280,7 c.i. (errechnet) 4.607 cm³ (errechnet)                                                                             |
| Bohrung × Hub:                 | 4⅛ × 5¼ Zoll 105 × 133 mm                                                                                                |
| Ventile:                       | 2 Ventile pro Zylinder                                                                                                   |
| Ventilsteuerung:               | SV-Ventilsteuerung |
| Rating S.A.E.:                 | 36 HP |
| Rating N.A.C.C.:               | 27,2 HP |
| Leistung:                      | 36 bhp (26,8 kW) |
| Gemischaufbereitung:           | Vergaser Rayfield |
| Kühlung:                       | Wasserkühlung, Wasserpumpe                                                                                               |
| Schmierung:                    | Schleuder- und Druckumlaufschmierung mit Ölpumpe kombiniert                                                              |
| Zündung:                       | Magnetzündung |
| Antriebsformel:                | 4 × 2 |
| Antrieb:                       | Wellenantrieb, Differential mit Innenverzahnung („Internal Gear“)                                                        |
| Kupplung:                      | Konuskupplung |
| Getriebe:                      | Brown-Lipe 3-Gang-Getriebe mit Rückwärtsgang unsynchronisiert                                                            |
| Vorderachse:                   | Starrachse, I-Beam (Doppel-T), Kugelgelenke                                                                              |
| Hinterachse:                   | Starrachse, Torbensen Doppel-T                                                                                           |
| Fahrgestell:                   | Preßstahl-Leiterrahmen, Frontmotor, Hinterradantrieb, Linkslenkung mittig angeordnete Hebel für Schaltung und Handbremse |
| Radstand:                      | 4013 mm |
| Spurweite vorn/hinten je:      | 1524 mm |
| Radaufhängung vorn und hinten: | Halbelliptikfedern |
| Lenkung:                       | Schneckenlenkung |
| Bremsen:                       | 4 mechanisch betätigte Simplex-Trommelbremsen an der Hinterachse                                                         |
| Reifen vorn:                   | 36 × 4 |
| Reifen hinten:                 | 36 × 4, Doppelräder |
| Gewicht Fahrgestell:           | 1810 kg |
| Preis Fahrgestell:             | US$ 2200,- |

Infolge der Umrechnung von gerundeten Ausgangsdaten kann diese Tabelle Scheingenauigkeit enthalten.

### Hauptunterschiede zwischenModel JundModel D
Wenn auch beide Fahrzeuge die gleiche Nutzlast trugen und den gleichen Motor verwendet haben, gibt es doch einige signifikante Unterschiede, die auch damit zusammenhängen, dass Model J enger verwandt ist mit dem kleineren Model G und Model D mehr Gemeinsamkeiten mit dem größeren Model E aufweist.
Model J war nur mit einem einzigen Radstand lieferbar, nämlich 158 Zoll (4013 mm). Model D war in zwei Größen lieferbar, wobei eine kürzer als Model J war (146 Zoll oder 3708 mm) und die andere länger (171 Zoll oder 4343 mm). Model J war klar die leichtere Ausführung, was sich nicht nur im Gewicht des Fahrgestells bemerkbar machte (1810 kg gegen 1940 kg, letzteres wahrscheinlich für die kurze Version), sondern auch im deutlichen Preisunterschied (US$ 2200,- gegen US$ 2550,-, letzterer wahrscheinlich wiederum für die kurze Version).
Bereits genannt wurden die unterschiedlichen Differentialgetriebe, mit einem Planetengetriebe und Innenverzahnung an der Torbensen-Hinterachse des leichteren Model J und einer freischwebenden Timken-Achse mit Schneckengetriebe beim schwereren Model D. Beide Fahrzeuge führten Doppelbereifung an der Hinterachse und beide hatten zeittypisch keine Vorderradbremsen (diese setzten sich erst ab Mitte der 1920er Jahre allgemein durch). Model J musste mit je einer Trommelbremse pro Rad auskommen, Model D hatte je zwei.

## Zubehör
Im Preis inbegriffen waren drei Öllampen. Zudem wurden ein Wagenheber, ein Werkzeugsatz und ein Felgenabzieher mitgeliefert.

## Anmerkungen

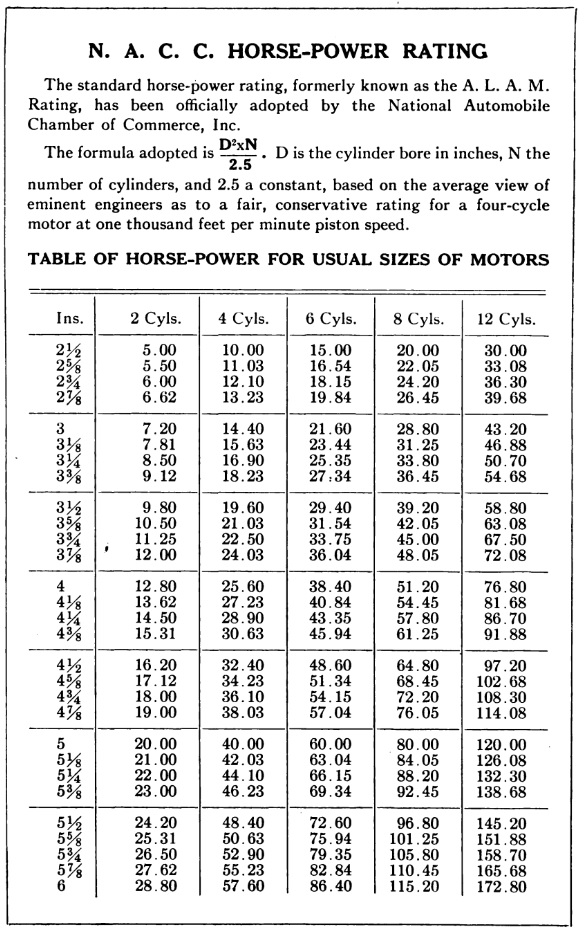
N.A.C.C.-Rating 1916–1917.